# León y Olvido
León y Olvido es una película española de 2004, escrita y dirigida por Xavier Bermúdez. 

## Sinopsis
León (Guillem Jiménez) y Olvido (Marta Larralde) son dos hermanos mellizos huérfanos. León tiene síndrome de Down y continuamente es expulsado de los centros especiales en los que le internan. 
La película comienza cuando León empieza a vivir con su hermana Olvido.

## Premios
- Premio especial del Jurado en el Festival de Cine Español de Málaga (2004).
- Globo de Cristal al mejor director (Xavier Bermúdez) y a la mejor actriz (Marta Larralde) en el Festival Internacional de Cine de Karlovy Vary (República Checa) (2004).
- Premio del público en el Festival Internacional de Cine de Atenas (Grecia) (2004).
- Premio al mejor guion y a la mejor actriz (Marta Larralde) en el Festival CineEspaña (Toulouse) (2004).
- Premio al mejor director (Xavier Bermúdez) y a la mejor actriz (Marta Larralde) en el Festival de Cine Independiente de Orense (España) (2004)
- Premio a la mejor actriz (Marta Larralde) y Premio del Jurado a la Mejor Película en Black Nights Film Festival (Tallin /Estonia) (2004)
- Premio FIPRESCI y Mención Especial a Guillem Jiménez en Tbilisi Film Festival (Tiflis/Georgia) (2006)

## Curiosidades
- Se rodó a lo largo de cinco semanas con una cámara de vídeo pequeña, una Mini-DV, para facilitar el rodaje con los actores no profesionales. (Zinema.com)

- Es la primera película en la historia del cine español protagonizada por un actor con síndrome de Down.

- El guion es del propio director, quien tuvo un vecino que tenía síndrome de Down y ya había rodado un documental sobre el tema. (Zinema.com)